# Введенский, Константин Александрович
Константин Александрович Введенский (1851 — не ранее 1910) — русский архитектор.

## Биография
Родился в 1851 году. Начальное образование получил в Виленской первой гимназии, а затем до 1872 года учился в петербургском Строительном училище.
Окончив училище по первому разряду с присвоением звания помощника архитектора, поступил на службу младшим инженером Гродненской губернской коллегии. В то же время до 1875 года он был городским архитектором в Брест-Литовске. С 1875 года он последовательно занимал должности младшего архитектора Подольского строительного управления, епархиального архитектора (с 1877 года), архангельского губернского инженера (с 1880 года) и Минского губернского инженера (1886—1892). В 1893 году по прошению получил должность уфимского губернского архитектора. В 1905 году назначен иркутским губернским инженером. В 1910 году по прошению из-за болезни был уволен со службы. 
Статский советник. Имел награды: орден Святого Станислава 2-й степени (1901), орден Святой Анны 2-й степени (1905).

## Проекты и постройки
1872—1875
- мост через реку Лесную
- церковь в селе Новый-Берозов
- реконструкция Крестовоздвиженской церкви в Хомске (не сохранилась)
- реконструкция Покровского храма в селе Буховичи
- церковь Косьмы и Дамиана в Рыболах
- Михайловская церковь в Гутове (не сохранилась)

1875—1880
- мосты через реки: Южный Буг, Мурафа, Русава
- архиерейский дом с церковью в г. Каменец-Подольский.
- мост с плотинами через Южный Буг в Виннице.
- гостевой дом в Виннице

1880—1886
- реконструкция здания бывшего кадетского училища под помещение госпиталя в Архангельске
- плотина в Архангельске
- два кирпичных двухэтажных корпуса в Соловецком монастыре
- мосты через Емцу и Курополку в Холмогорском уезде

1886—1892
- реконструкция городской тюрьмы в Минске
- строительство здания городского театра[бел.] в Минске (по готовому проекту)
- здание Минского реального училища